# پیتر تیللی
پیتر تیللی (انگلیسی: Peter Tilley; ۱۳ ژانویهٔ ۱۹۳۰ – ۱۱ اوت ۲۰۰۸) بازیکن فوتبال اهل بریتانیا بود.
از باشگاه‌هایی که در آن بازی کرده‌است می‌توان به باشگاه فوتبال بری، باشگاه فوتبال آرسنال، و باشگاه فوتبال ویتون آلبیون اشاره کرد.